# Hans Stangassinger
Hans Stangassinger (n. 5 ianuarie 1960, Berchtesgaden, Bavaria, Germania) este un sănier german, medaliat olimpic. A participat la o ediție a Jocurilor Olimpice (1984) în care a câștigat o medalie de aur.

## Participări
Lista de mai jos prezintă principalele competiții la care a participat Hans Stangassinger de-a lungul carierei.
- Sanie la Jocurile Olimpice de iarnă din 1984 – proba de dublu[*]